# Danevirke Museum
Danevirke Museum (tidligere Museet Danevirkegården) er et museum i det nordlige Tyskland, Sydslesvig, beliggende nogle få kilometer vest for Slesvig by. Det ligger i landsbyen Dannevirke på det sted, hvor Dannevirke skæres af Hærvejen. Museet, som åbnede for publikum i 1990, fokuserer på Dannevirkes historie fra jernalderen til nutiden. Udstillingsteksterne er både på dansk og tysk. Stavemåden har gennem historien været både Danevirke og Dannevirke, på tysk Danewerk. I kongeriget er Dannevirke nu den mest brugte form, men begge må anerkendes.
En ny museumsbygning er for tiden under opførelse.
"Danevirke Museum ved Slesvig formidler sydslesvigsk arkæologi og historie. Det fortæller om den gamle forsvarsvold op gennem tiderne og viser udstillinger om grænselandet og det danske mindretals historie. I 2018 blev Hedeby og Danevirke optaget på UNESCO's verdensarvsliste. Det giver Danevirke helt nye perspektiver, som museumslederen i samarbejde med de regionale og danske museumsaktører skal omsætte".
Museets arkæologiske park omfatter Hovedvolden, Kampestensmuren, Valdemarsmuren og Thyraborg. Få hundrede meter vest for museet blev i 2001 i samarbejde med danske og tyske ingeniørtropper genetableret en skanse fra krigen i 1864. I sommeren 2010 fandt arkæologerne direkte ved museet det cirka seks meter brede Kalegat, gennem hvilket den nord-sydgående trafik på Hærvejen foregik fra 600- til 1200-tallet. Fundet af denne port blev mulig, efter at museet ved hjælp af fondsmidler kunne erhverve nabogrunden.
Ud over udstillingerne om Danevirkes historie er der opbygget en permanent udstilling om den danske folkedels historie i Sydslesvig. Denne udstilling er opbygget af René Rasmussen, der efterfølgende blev museumsinspektør på Museet på Sønderborg Slot.
Danevirke Museum ejes af Sydslesvigsk Forening.

Museumsledere
- 1990-1999 - historiker Jørgen Kühl
- 1999-2020 - arkæolog Nis Hardt
- 2020 - sociolog og kommunikationsekspert Lars Erik Bethge